# جيس روبنز
جيس روبنز (بالإنجليزية:Jess Robbins) (مواليد 30 أبريل 1886 - وفيات 11 مارس 1973).ممثل ومخرج وكاتب ومنتج أمريكي أخرج حوالي 73 فيلما بين عامي 1913 و1927.

## روابط خارجية
- جيس روبنز على موقع IMDb (الإنجليزية)
- جيس روبنز على موقع ألو سيني (الفرنسية)
- جيس روبنز على موقع أول موفي (الإنجليزية)
- جيس روبنز على موقع قاعدة بيانات الأفلام السويدية (السويدية)
- جيس روبنز على موقع قاعدة بيانات الفيلم (الإنجليزية)
- جيس روبنز على موقع كينوبويسك (الروسية)